# Viola de Lesseps
Viola de Lesseps es un personaje ficticio protagonista de la película Shakespeare in Love. Fue interpretada por Gwyneth Paltrow, y gracias a su interpretación ganó el premio Óscar a la mejor actriz.

## Biografía

### Comienzos en la actuación
Viola de Lesseps es la hija de un rico comerciante y es tratada como una gran doncella. Pero la vida que anhela no es la que vive. Ella quiere dedicarse a la actuación, pero no lo tiene nada fácil, ya que en esa época las mujeres no podían actuar. Sin embargo, es una gran aficionada a las obras de William Shakespeare, y un día, con la ayuda de su nana, Viola asiste a una audición disfrazada de hombre bajo el pseudónimo de Thomas Kent, para interpretar a Romeo en la obra Romeo y Ethel, la hija del pirata de un joven Will Shakespeare. Shakespeare queda maravillado con la audición de Viola y decide contratarla para interpretar a Romeo. Tras ello, decide cambiar el título de la obra a Romeo y Julieta.

### Romance con Shakespeare
En un baile, Shakespeare queda hipnotizado por la belleza de Viola y se enamoran completamente el uno del otro.  Viola y Shakespeare empiezan a verse fugazmente.  Después de que Viola va a ensayar la obra disfrazada de Thomas Kent, empieza a hablar con Shakespeare sobre ella, aunque éste no sabe que Thomas es en realidad Viola.  Sin embargo, tras un rato hablando sobre su amor por Viola, ella misma besa a Shakespeare apasionadamente y, el autor, descubre que la verdadera identidad de Thomas es Viola.
A partir de ahí comienza un tórrido romance entre los dos.  Las cosas se tuercen cuando Viola se entera de que Shakespeare está casado con Anne Hathaway, además, Viola está prometida con el malhumorado Lord Wessex.
Siguen con el romance hasta que Lord Wessex sospecha de algo, frenan entonces levemente su romance.  Inicia una investigación hasta que Edmund Tilney, el Maestro de ceremonias, oficial de la reina Isabel a cargo de los teatros, se entera de que hay una mujer en la compañía de teatro en el teatro de Rose, y ordena el cierre del teatro por violar la moral y la ley.
Queda sin un actor de teatro, parece que Romeo y Julieta debe cerrar antes de incluso abrir, hasta que Richard Burbage, el propietario de un teatro de la competencia, la Cortina, ofrece su etapa de Shakespeare.

### Actuación en la obraRomeo y Julieta
Tras descubrir a Viola y trasladarse a otro teatro, Shakespeare asume el papel de Romeo que sostenía Viola y un actor hombre asume el de Julieta. Poco antes de que comience la obra, el joven interpretando a Julieta empieza a experimentar el cambio de voz de la pubertad. Viola lo sustituye e interpreta a Julieta junto con Shakespeare haciendo de Romeo. Su retrato apasionado de dos amantes inspira a toda la audiencia.
Tilney consigue entrar en el teatro junto a Lord Wessex. Planean arrestar al público, pero la Reina Isabel está presente. A pesar de que reconoce a Viola, la Reina no le desenmascara, declarando que el papel de Julieta está siendo realizado por Thomas Kent.

### Fin del romance con Shakespeare
Sin embargo, al verse incapaz de poner fin a un matrimonio, la Reina pide a Kent que busque Viola para decirle que navegue con Wessex a la colonia de Virginia. La Reina también ordena a Kent a decirle a Shakespeare que escriba algo "un poco más alegre la próxima vez, para Noche de Reyes".
Entonces, cuando Viola se dirige a Shakespeare a comunicarle lo que la Reina le ha ordenado, se despide de él con un beso apasionado de amor verdadero. Viola huye corriendo del lugar intentando olvidar a Shakespeare entre lágrimas para ir junto a Lord Wessex a la colonia de Virginia. 
Entonces, el joven Shakespeare toma a Viola como su musa para escribir Noche de reyes imaginando a su amor lavado en una tierra extraña después de un naufragio y recitando: "Porque ella será mi heroína de todos los tiempos, y su nombre será ... Viola ".

## Recepción
La película fue aclamada por los críticos y el público. Una de las virtudes más destacadas por los críticos fueron las actuaciones, en particular la de Gwyneth Paltrow dando vida a Viola. Fue tan aclamada que la actriz recibió un Premio Óscar a la mejor actriz por su papel. Janet Maslin, una conocida crítica experta de cine del New York Times dijo estas palabras sobre la película y la actuación de Paltrow:

"La película es puro encanto. Es mucho más rica y más hábil que la otra película isabelina (Elizabeth). Gwyneth Paltrow, en su primera gran, plena actuación protagonista, hace una heroína tan impresionante que parece la completamente plausible luz de guía del dramaturgo."

### Premios y nominaciones
Gracias a su interpretación de Viola, la actriz Gwyneth Paltrow consiguió los siguientes reconocimientos cinematográficos:
| Año                                      | Categoría                        | Resultado |
| ---------------------------------------- | -------------------------------- | --------- |
| Premios Óscar de 1998                    | Mejor actriz                     | Ganadora  |
| Premios Globo de Oro de 1998             | Mejor actriz - Comedia o Musical | Ganadora  |
| Premios del Sindicato de Actores de 1998 | Mejor actriz protagonista        | Ganadora  |
| Premios BAFTA de 1998                    | Mejor actriz                     | Nominada  |